# Jelle De Bock
Jelle De Bock (Sint-Niklaas, 4 mei 1988) is een Belgische voetballer die als verdediger speelt.
In de jeugd speelde hij voor AV Dendermonde, Eendracht Aalst en Vigor Hamme voor hij bij Club Brugge kwam. In maart 2006 maakte De Bock de overstap van Club Brugge naar PSV. Hij is een centrale verdediger en speelde meermaals voor vertegenwoordigende elftallen van het Belgisch voetbalelftal. Vanaf 2009 speelde hij voor FC Eindhoven. Hij staat sinds 1 juli 2012 onder contract bij FC Den Bosch, waar hij voor twee jaar tekende.
De Bock was Belgisch jeugdinternational.

## Carrière
| Seizoen | Club                 | Wedstrijden | Doelpunten | Competitie     |
| ------- | -------------------- | ----------- | ---------- | -------------- |
| 2006/07 | PSV                  | 0           | 0          | Eredivisie     |
| 2006/07 | KV Red Star Waasland | 15          | 0          | Tweede Klasse  |
| 2007/08 | FC Eindhoven         | 21          | 0          | Jupiler League |
| 2008/09 | Helmond Sport        | 17          | 1          | Jupiler League |
| 2009/10 | FC Eindhoven         | 20          | 1          | Jupiler League |
| 2010/11 | FC Eindhoven         | 21          | 0          | Jupiler League |
| 2011/12 | FC Eindhoven         | 6           | 0          | Jupiler League |
| 2012/13 | FC Den Bosch         | 22          | 0          | Jupiler League |
| 2013/14 | FC Den Bosch         | 11          | 1          | Jupiler League |
| Totaal  | Totaal               | 133         | 3          | 3              |